# ألان كارلسون (متزحلق)
ألان كارلسون (بالسويدية: Allan Karlsson)‏ هو متزحلق سويدي، ولد في 1911 في Boden, Sweden ‏ في السويد، وتوفي في 1991.